# NGC 6713
إن جي سي 6713 التي يرمز لها بالرمز 2MASX J18504456+3357353، هي مجرة، في كوكبة القيثارة.

## الاكتشاف
اكتشفت في 3 أغسطس 1864، بواسطة ألبرت مارث.